# Wappen des Marktes Absberg
Das Wappen des Marktes Absberg ist das Hoheitszeichen des Marktes Absberg im mittelfränkischen Landkreis Weißenburg-Gunzenhausen.

## Blasonierung
„In Silber über schwarzem Dreiberg ein eingeschweifter roter Sparren.“

## Geschichte

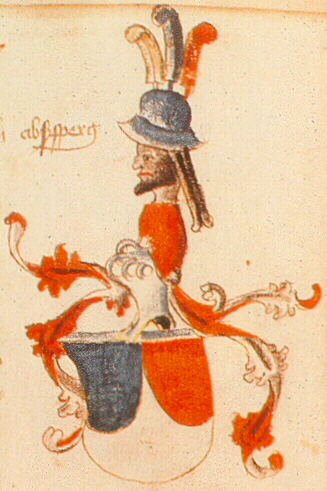
Wappen der Absberger nach dem Ingeram-Codex

Das älteste belegte Siegel stammt aus der Zeit um 1600 und zeigt einen Sparren allein im Wappenschild. Dieses Motiv wurde aus dem Familienwappen der Absberger entnommen, der von Blau und Rot gespalten und darin eine silberne Spitze ist. 1819 steht in einem Siegelabdruck unter dem Sparren ein Stern. In der Folgezeit wurde daraus ein Dreiberg, als Andeutung an die Ortsnamenendung -berg. In einer Wappendarstellung von 1812 steht der Sparren blau in goldenem Feld.